# Alexandra Palm
Alexandra Palm, född 28 augusti 1985 i Stockholm, är en svensk ishockeyforward som spelar i Djurgårdens IF. 
Palm började spela hockey i 5-årsåldern i moderklubben Tullinge TP HC. Hon har vunnit SM-guld fem gånger, fyra med Mälarhöjden/Bredäng Hockey och ett med Segeltorps IF. 2006 flyttade hon till Kanada för att under fyra år studera på Carleton University i Ottawa och spela med Carleton Ravens. Hösten 2014 debuterade Palm i landslaget och totalt har det blivit 18 landskamper med Damkronorna.

## Meriter
- SM-guld 2002 med Mälarhöjden/Bredäng Hockey
- SM-guld 2003 med Mälarhöjden/Bredäng Hockey
- SM-guld 2005 med Mälarhöjden/Bredäng Hockey
- SM-guld 2006 med Mälarhöjden/Bredäng Hockey
- SM-guld 2011 med Segeltorps IF

## Klubbar
- Tullinge TP HC
- Norsborg IF
- Botkyrka HC
- Mälarhöjden/Bredäng Hockey, 2001-2006
- Carleton Ravens, 2006-2010
- Segeltorps IF, 2010-2014
- Djurgårdens IF, 2014-